# تجزیه سهام
تجزیه سهام (به انگلیسی: Stock split) شامل تقسیم  سهام سرمایه یک شرکت سهامی عام، به تعداد بیشتری از  سهم‌های عادی است. این حالت زمانی اتفاق خواهد افتاد، که شرکتی اقدام به کاهش ارزش بازار و افزایش تعداد سهام خود نماید.
یک سهم عادی، سندی است که نشان می‌دهد یک سرمایه‌گذار، مالک درصد معینی از یک شرکت است، و درصد معینی از سود شرکت، و مزایای دیگری که به سهامداران تعلق می‌گیرد را دریافت خواهد کرد. سهام سرمایه برابر است با ارزش اسمی سهام منتشر شده یک شرکت. ارزش اسمی هر سهم به مبالغ معین شده هر سهم، که بر روی گواهینامه سهام چاپ شده است، اشاره می‌کند. ارزش‌های اسمی غالباً تنها مبالغ صوری منعکس شده در گواهینامه سهام هستند. ارزش اسمی هر سهم ارتباط مستقیمی با ارزش بازار آن سهام ندارد. هر چند ارزش اسمی غالباً سرمایه قانونی شرکت‌ها را بیان می‌کند، ولی مبلغ آن توسط قوانین تعیین می‌شود. 
سهام عادی عموماً بخش عمده‌ای از سهام منتشر شده را تشکیل می‌دهد. دارندگان سهام عادی (سهام‌داران) صاحبان اصلی موسسه هستند. هر سهام‌دار عادی در مقابل هر سهم، یک حق رای دارد و می‌تواند در اداره و کنترل نمودن موسسه از طریق حق رای خود، دخالت کنند. سهام عادی فاقد سود تضمین شده هستند و در صورتی که موسسه سود تحصیل کند، در سود موسسه سهیم خواهند بود.